# شحامیه
شحامیه از فرق منشعب شده از فرقه خوارج و به نقلی معتزله هستند که پیرو ابویعقوب شحام بودند. برخی این فرقه را صفاتیه نامیده‌اند.

## موسس فرقه
موسس و رهبر فرقه، ابویعقوب یوسف بن عبدالله بن شحام است که از شاگردان ابوعلی جبائی و ابوالهذیل علاف بوده‌است. گروهی نام وی را علی بن محمد گزارش کرده‌اند. وی رئیس دیوان خراج در حکومت واثق عباسی بود و اصالت وی به بصره باز می‌گشت. وی را از مناظره‌کنندگان در خصوص نقد بر اسلام و قرآن بود. وی را مهمترین استاد مکتب معتزله در بصره دانسته‌اند که پس از قیام صاحب الزنج، مورد بازخواست صاحب الزنج قرار گرفته و در نهایت مجبور به ترک بصره شد. وی به همین جهت نتوانست تا درس خویش را در بصره ادامه دهد و فرقه شحامیه و تعالیم شحام از آخرین فرقه‌ها و تعالیم از معتزله در بصره بوده‌است.

## اعتقادات
منابع درباره اصل وجود فرقه و اعتقادات آن دچار اختلاف هستند. با این وجود منابعی که به شرح این فرقه پرداخته‌اند؛ اطلاعات کمی را درباره اعتقادات و پیروان این فرقه بیان داشته‌اند. این کمبود اطلاعات نشانه کمی پیروان فرقه و عدم موفقیت رهبر فرقه برای برگزاری کلاس درس است. ابویعقوب شحام همچون استادش ابوعلی جبائی به اعتقادات خوارج پایبند بود؛ وی بر این باور بود که صدور یک مقدور از دو قادر صحیح است.